# Sfinții Constantin și Elena, Varna
Sfinții Constantin și Elena (în bulgară Св. св. Константин и Елена) este o stațiune pe litoralul bulgăresc al Mării Negre amenajată într-un parc aflat la 10 km nord de centrul orașului Varna, la 2 km est de cartierul Vinița și la 7 km sud de Nisipurile de Aur. Este cea mai veche stațiune la Marea Neagră a Bulgariei fiind în trecut denumită Drujba (Дружба) și Stațiunea Varna (Курорт Варна). Este deservită de Aeroportul Internațional Varna și de linii de autobuz integrate în transportul public din orașul Varna.
Între cele mai importante obiective din stațiune se numără mănăstirea ortodoxă de secol al XVI-lea „Sfinții Constantin și Elena”, palatul regal de vară Euxinograd⁠(d), cu parcul său și crama, precum și Grădina Botanică a Universității din Sofia, denumită și Ecopark Varna. Una din cele mai bine conservate așezări medievale din țară, Kastriți, atestată și de Cruciații de la 1444 cu numele de Macropolis, a fost găsită în urma unor săpături arheologice efectuate în Euxinograd. La jumătatea secolului al XIV-lea, Kastriți era un important port al celui de al Doilea Țarat Bulgar, frecventat de vase comerciale venețiene, genoveze, ragusane și bizantine.

Plajele sunt nisipoase, întrerupte de promontorii stâncoase și izvoare termale. În Sf. Constantin și Elena se mai află și hotelurile de lux Grand Hotel Varna și Sunny Day, precum și mai multe zone cu vile, hoteluri moderne, terenuri de sport, centre spa și porturi de iahturi.